# Sébastien Minard
Sébastien Minard (ur. 12 czerwca 1982 w Senlis) – francuski kolarz szosowy, zawodnik profesjonalnej grupy Ag2r-La Mondiale.
Początkowo jeździł w amatorskim klubie Cyclo-club de Nogent-sur-Oise. Swoją zawodową karierę rozpoczął w 2005 w teamie R.A.G.T. Semences. W pierwszym sezonie wygrał 10. etap Tour de l’Avenir. W 2007 był pierwszy na 5. etapie Étoile de Bessèges oraz 7. etapie Tour de Picardie. W 2010 wygrał wyścig Paris-Camembert. W latach 2006–2011 brał udział w Tour de France oraz Vuelta a España.